# Хохлатые жаворонки
Хохлатые жаворонки (лат. Galerida) — род воробьиных птиц из семейства жаворонковых (Alaudidae). Отличительным признаком птиц является хохол на голове из удлинённых перьев. Распространены в Африке и Евразии. Длина тела составляет 18 см. Птицы питаются семенами сорных растений и насекомыми, последними особенно в период размножения.

## Классификация и ареал
Международный союз орнитологов относит к роду 7 видов:
- Galerida cristata (Linnaeus, 1758) — Хохлатый жаворонок, или обыкновенный хохлатый жаворонок; широко распространён в Евразии и Африке;
- Galerida deva (Sykes, 1832) — Хохлатый жаворонок Сайкса; центр Индии;
- Galerida macrorhyncha Tristram, 1859 [syn. Galerida randonii] — восток Марокко и север Алжира;
- Galerida magnirostris (Stephens, 1826) — Толстоклювый хохлатый жаворонок; южная Африка: ЮАР, Лесото и юго-восток Намибии;
- Galerida malabarica (Scopoli, 1786) — Малабарский хохлатый жаворонок; запад Индии;
- Galerida modesta Heuglin, 1864 — Солнечный хохлатый жаворонок; широко распространён в Африке;
- Galerida theklae A. E. Brehm, 1857 — Короткопалый хохлатый жаворонок; Пиренейский полуостров, северная и западная Африка, от Западной Сахары до Египта и изолированно в Эфиопии.